# Escala
Escala (ранее известная как Scala, затем eScala) — электронный струнный квартет из Лондона, Великобритания, ставший популярным после выхода в финал  второго сезона телешоу Britain's Got Talent на телеканале ITV1 в мае 2008 года.

## История создания
Двое из четырёх членов Escala, Изи Джонстон и Шанталь Левертон, ранее состояли в группе Wild, обычном классическом музыкальном коллективе из 5 человек, у которого был контракт с EMI и на лейбле в 2005 году был выпущен альбом. Четверо членов группы встретились в 2005 году, когда они выступали в струнной части тура на арене с группой McFly. Трое из них, Виктория Лайон, Шанталь Левертон и Тася Ходжес выступали с Джеффом Уэйном в 2006 году на их туре Jeff Wayne’s Musical Version of The War of the Worlds.

## Дискография

### Альбомы
| Год  | Описание альбома                      | Наивысшее место в чарте | Наивысшее место в чарте | Сертификации | Число продаж   |
| Год  | Описание альбома                      | UK                      | IRE                     | Сертификации | Число продаж   |
| ---- | ------------------------------------- | ----------------------- | ----------------------- | ------------ | -------------- |
| 2009 | Escala - Format: CD, digital download | 2                       | 10                      | - BPI: Gold  | - UK: 100,000+ |

### Чарты
- Следующие композиции из одноимённого альбома группы готовились, но не вышли синглами:

| Год  | Сингл      | Места в чарте | Места в чарте | Места в чарте | Альбом |
| Год  | Сингл      | UK            | IE            | EU            | Альбом |
| ---- | ---------- | ------------- | ------------- | ------------- | ------ |
| 2009 | "Kashmir"  | 78            | -             | -             | Escala |
| 2009 | "Palladio" | 39            | 49            | -             | Escala |